# Vera-Sabine Winkler
Vera-Sabine Winkler (* 29. Juli 1961 in Bensheim a. d. Bergstraße) ist eine deutsche evangelische Theologin und Autorin.

## Leben
Vera-Sabine Winkler studierte nach dem Abitur in Rüsselsheim Evangelische Theologie an der Johann Wolfgang Goethe-Universität Frankfurt am Main und an der Universität Hamburg. Das Studium schloss sie im Herbst 1987 mit dem Ersten Theologischen Examen ab und absolvierte im Anschluss das Vikariat im Mainzer Stadtteil Hechtsheim. Im Herbst 1989 legte Winkler das Zweite Theologische Examen ab, machte ein Spezialvikariat bei der Gossner Mission in Mainz und wurde 1990 zur Pfarrerin der Evangelischen Kirche in Hessen und Nassau ordiniert. Im Anschluss daran trat sie ihre erste Pfarrstelle zunächst in Mainz-Bischofsheim und dann in Mainz-Kostheim an. Parallel dazu veröffentlichte sie erste theopoetische Texte. Es folgten liturgische und homiletische Veröffentlichungen. Von 1995 bis 1999 arbeitete Winkler auf einer Sonderstelle der EKHN an der Justus-Liebig-Universität Gießen bei Hermann Deuser. In dieser Zeit widmete sie sich besonders Theorien zur Frauenkirche wie auch der Theopoesie der Psalmen. Nach einer Orientierungsphase übernahm Winkler von 2002 bis 2008 eines von zwei Pfarrämtern an der Bergkirche in Wiesbaden. Zugleich promovierte sie von 2005 bis 2009 bei Günter Ruddat an der Kirchlichen Hochschule Wuppertal über die Bedeutung der Poesie für die Sprache der Liturgie am Beispiel des Lebens und Werks von Hilde Domin. Seit Abschluss der Promotion betätigt sie sich als Autorin und Referentin für Theopoesie.
Seit 2010 ist Winkler mit halber Stelle Pfarrerin in der Kirchengemeinde Gorxheimertal im Evangelischen Dekanat Bergstraße. Von 2010 bis 2014 war sie zugleich mit halber Stelle als Bildungsreferentin des Dekanats tätig und bildete im Auftrag der Dekanatssynode einen Kurs von Prädikanten und Prädikantinnen aus. Seit 2014 arbeitet sie mit halber Stelle als Autorin – weiterhin mit dem Schwerpunkt Theopoesie.
Vera-Sabine Winkler lebt seit 1998 in einer Partnerschaft.

## Schriften

### Belletristik
- Ein wenig Weiß und viel Schwarz. Roman. AT-Edition, Münster 2023, ISBN 978-3-89781-285-7.
- Furchtlos über die Meere ziehn. LIT, Berlin 2021, ISBN 978-3-643-14872-8.

### Monographien
- Optische The*poesie: „nehmt die feder“. Zwanzig visuell gestaltete Texte aus zwanzig Jahren. Fotoband, Selfpublishing, 2019.
- Furchtlos über die Meere ziehn. Unterwegs mit Gedicht, Gebet und Gesang (= Bibel konkret 16). Berlin 2021.
- Segenstexte – Wege der Befreiung. LIT, Berlin 2016 in der Reihe Internationale Forschungen in Feministischer Theologie und Religion 7, hg. von Renate Jost
- Leise Bekenntnisse. Die Bedeutung der Poesie für die Sprache der Liturgie am Beispiel von Hilde Domin (= Theologie und Literatur. 22). Matthias-Grünewald-Verlag, Ostfildern 2009, ISBN 978-3-7867-2788-0 (zugl. Diss. KiHo Wuppertal 2009).

### Herausgeberschaft
- Im Brennglas der Worte. Zeitgenössische Lyrik als Element der Liturgie. Gütersloher Verl.-Haus, Gütersloh 2002, ISBN 3-579-03289-5.

### Aufsätze (Auswahl)
- Menschwerdung Gottes als Sprachwerdung. in: Werkbuch Gerechte Sprache, hg. von Erhard Domay und Hanne Köhler, Gütersloh 2003, S. 117–135.

### Lieder
- mensch und gott ein großer klang – Text zum Jahreslied der EKHN für das Jahr der Kirchenmusik 2012, vertont von Nils Kjellström, in: Furchtlos über die Meere ziehn, 2021.
- Annahme, Vertonung und Veröffentlichung von zwei Texten im Rahmen des Liederwettbewerbs Neues Geistliches Lied – Ostern und Pfingsten der Ev.-luth. Landeskirche Hannover 2012: auferstehn, auferstehn aus der angst ins helle gehn und Atemlied aus vielen Mündern, in: Befreit von Ängsten leben. Neue Oster- und Pfingstlieder, hg.v. Michaeliskloster Hildesheim, München 2012 und Atemlied in: Furchtlos über die Meere ziehn, 2021.
- Legt die Waffen nieder. Text und Melodie, 2019 und 2021 (in: Furchtlos über die Meere, 2021)
- Furchtlos über die Meere ziehn. Text und Melodie, 2/2020 und 2021 (in: Furchtlos über die Meere, 2021)

## Ehrung
- Sonderpreis für Lyrik beim Argula-von-Grumbach-Wettbewerb 2013 der Evangelisch-Lutherischen Landeskirche Bayern